# Walras-Auktionator
Ein Walras-Auktionator  ist ein von  Léon Walras in sein Allgemeines Gleichgewichts-Modell eingeführter fiktiver Auktionator zur Bestimmung des Marktgleichgewichts im Tâtonnement-Prozess. 
Walras stellt den in Wirklichkeit vielseitigen Tauschverkehr in seiner  mathematischen Modellvereinfachung  als einen zentralisierten Markt dar, in dessen Mitte sich ein Auktionator befindet, der in Sicht- und Hörkontakt mit allen Marktteilnehmern steht und die Preise solange variiert, bis ein allgemeines Gleichgewicht erreicht ist, d. h. alle Einzelwirtschaften in Bezug auf alle Güter zu einheitlichen Preisen zufrieden gestellt sind, d. h. ein jeder  für ein bestimmtes Gut den gleichen Preis zahlt.
Zu diesen Gleichgewichtspreisen gilt dann:
1. Das Angebot ist für jedes Gut gleich der Nachfrage (Marktgleichgewicht);
2. Die Einnahmen sind für jede Einzelwirtschaft gleich ihren Ausgaben (Tauschgleichgewicht).

Das Marktgleichgewicht ist hierbei nicht im Tauschgleichgewicht enthalten, sondern stellt ein eigenständiges Postulat dar.
Das Walras-Modell ist durch seine Annahme der neutralen Rolle des Geldes im Wesentlichen ein Naturaltausch-Modell. Sobald aber dem Geld eine Zahlungsfunktion zugeschrieben wird, müssen Zeitverzögerungen im Austausch berücksichtigt werden, die das Eintreten von Gleichgewichtsbedingungen problematisch werden lassen.